# Maria Karolina của Áo
Maria Karolina của Áo (tiếng Đức: Maria Karolina von Österreich; tên đầy đủ: Maria Karolina Luise Josepha Johanna Antonia; 13 tháng 8 năm 1752 – 8 tháng 9 năm 1814) là Vương hậu của Napoli và Sicilia với tư cách là vợ của Ferdinando I của Hai Sicilie. Là người cai trị trên thực tế các vương quốc của Ferdinando, Maria Karolina đã giám sát việc ban hành nhiều cải cách, bao gồm việc thu hồi lệnh cấm Hội Tam Điểm, mở rộng hải quân thông qua vị sủng thần là Sir John Acton và trục xuất sự ảnh hưởng của Tây Ban Nha. Maria Karolina là người đề xướng chủ nghĩa chuyên chế khai sáng cho đến khi Cách mạng Pháp nổ ra, khi đó để ngăn chặn việc tư tưởng của cuộc cách mạng trở nên phổ biến, Maria Karolina đã biến Napoli thành một nhà nước cảnh sát.
Sinh ra là một Nữ Đại vương công Áo, Maria Karolina là con thứ mười ba của Hoàng hậu Maria Theresia và Hoàng đế Franz I, và cuộc hôn nhân với Ferdinando là một phần của liên minh Áo-Tây Ban Nha, nơi Carlos III, cha của Ferdinando là vua. Sau khi sinh ra một người thừa kế nam vào năm 1775, Maria Karolina được nhận vào Viện cơ mật và chi phối Hội đồng cho đến năm 1812 khi bà phải quay trở về Vienna. Giống như mẹ bà là Maria Theresia, Maria Karolina đã sắp xếp những cuộc hôn nhân có lợi về mặt chính trị cho các con của mình. Ngoài ra, bà quảng bá Napoli như một trung tâm nghệ thuật, bảo trợ cho các họa sĩ như Jacob Philipp Hackert, Angelica Kauffman, và viện sĩ Gaetano Filangieri, Domenico Cirillo và Giuseppe Maria Galanti.
Maria Karolina cảm thấy căm ghét trước cách người Pháp đối xử với Vương hậu của họ là em gái bà, Maria Antonia, nên đã liên minh Napoli với Anh và Áo trong các cuộc chiến tranh của Napoléon và Chiến tranh Cách mạng Pháp. Do cuộc xâm lược thất bại của người Napoli vào Roma do Pháp chiếm đóng, Maria Karolina đã chạy trốn sang Sicilia cùng Ferdinando vào tháng 12 năm 1798. Một tháng sau, Cộng hòa Partenopea được tuyên bố thành lập, từ chối quyền cai trị của nhà Borbone tại Napoli trong sáu tháng. Bị quân đội Pháp phế truất khỏi vị trí Vương hậu Napoli lần thứ hai vào năm 1806, Maria Karolina qua đời tại Vienna vào năm 1814, một năm trước khi Ferdinando khôi phục lại quyền cai trị Napoli. Bà là người con cuối cùng còn sống của Maria Theresia, và cũng là Vương hậu cuối cùng của Napoli và Sicilia trước khi hai bên thống nhất thành Vương quốc Hai Sicilie.

## Tiểu sử

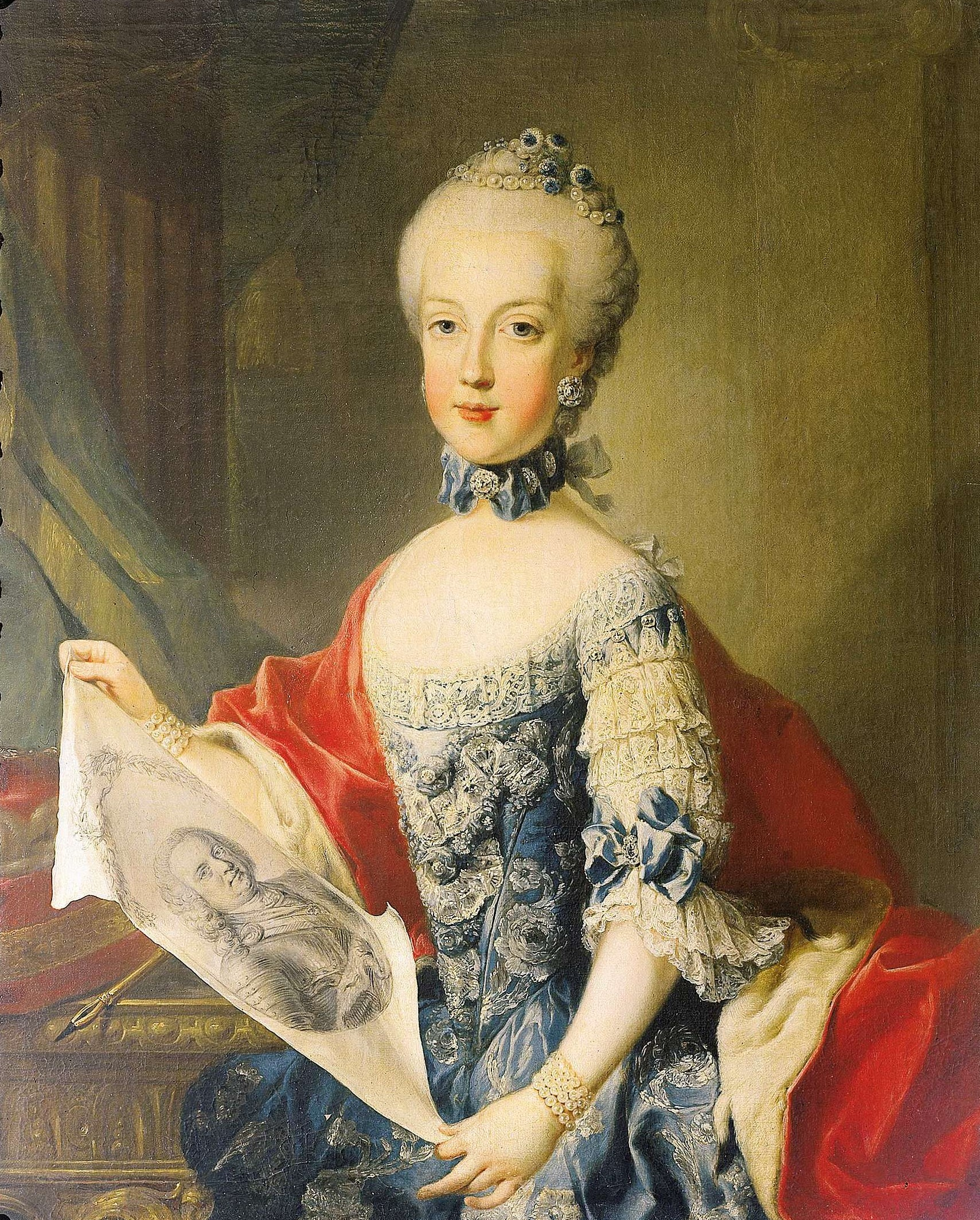
Maria Karolina cầm một bức tranh của cha, Franz I.

Sinh ngày 13 tháng 8 năm 1752 tại Cung điện Schönbrunn, Vienna, Maria Karolina là người con thứ mười ba và thứ sáu còn sống đến tuổi trưởng thành của Maria Theresia của Áo và Franz I của Thánh chế La Mã. Bà có tên trùng với hai người chị gái chết yểu của mình - Maria Karolina Ernestina, qua đời hai tuần sau sinh nhật đầu tiên của bà, và Maria Karolina, người qua đời vài giờ sau khi được rửa tội, nhưng bà được gia đình gọi là Charlotte. Cha mẹ đỡ đầu của bà là Louis XV của Pháp và Maria của Ba Lan. Maria Karolina là cô con gái giống mẹ nhất, và bà có một mối quan hệ rất thân thiết với em gái út Maria Antonia. Từ khi còn rất bé, hai người có chung một gia sư là Bá tước phu nhân Lerchenfeld, và một minh chứng cho sự gần gũi của hai chị em là khi một người mắc bệnh thì người kia cũng vậy. Vào tháng 8 năm 1767, Maria Theresia tách hai người con gái ra, cho đến nay được nuôi dưỡng cùng nhau dưới sự bảo trợ của Nữ bá tước Marie von Brandis vì cách cư xử không đứng đắn. Ngay sau đó vào tháng 10 cùng năm, chị gái của Maria Karolina là Maria Josepha, người được định sẵn để kết hôn với Ferdinando I của Hai Sicilia như một phần của liên minh với Tây Ban Nha, đã qua đời vì bệnh đậu mùa. Lo lắng trước việc giữ gìn liên minh Áo-Tây Ban Nha, Carlos III của Tây Ban Nha, cha của Ferdinando IV, đã yêu cầu một trong những chị em của Maria Josepha để thay thế. Hoàng hậu đề nghị triều đình Madrid thay mặt cho Napoli, đề cử Maria Amalia hoặc Maria Karolina. Vì Maria Amalia lớn hơn con trai ông năm tuổi nên Carlos III đã chọn người thứ hai. Maria Karolina phản ứng dữ dội trước lễ đính hôn của mình, bà khóc lóc, van xin và nói rằng cuộc hôn nhân với người Napoli rất xui xẻo. Tuy nhiên, sự phản đối của Maria Karolina đã không ảnh hưởng đến việc chuẩn bị cho vai trò mới của mình là Vương hậu Napoli bởi Nữ bá tước Lerchenfeld. Chín tháng sau, vào ngày 7 tháng 4 năm 1768, Maria Karolina kết hôn với Ferdinando IV của Napoli theo ủy quyền, và em trai bà là Ferdinand đại diện cho cô dâu - chú rể.

## Vương hậu

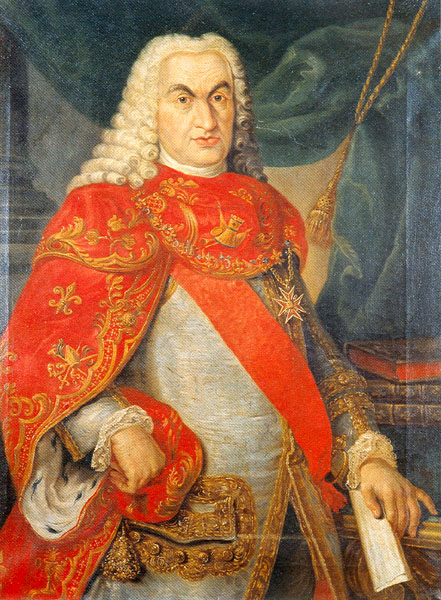
Hầu tước Bernardo Tanucci, người cai trị thực sự của Napoli và Sicilia từ năm 1759 đến năm 1776.

### Trục xuất Tanucci
Vương hậu mười lăm tuổi của Napoli đã di chuyển an toàn từ Vienna đến Napoli, trên đường đi dừng lại ở Mantua, Bologna, Firenze và Roma. Maria Karolina đặt chân đến Vương quốc Napoli vào ngày 12 tháng 5 năm 1768 và xuống tàu tại Terracina, nơi bà từ biệt những người hầu tại nước mình. Từ Terracina, Maria Karolina và đoàn người còn lại của mình, bao gồm cả anh trai là Đại thân vương xứ Toscana và vợ là María Luisa của Tây Ban Nha, đã mạo hiểm đến Poztella, nơi Vương hậu gặp Ferdinando, người mà bà cảm thấy "rất xấu xí". Maria Karolina nói với Bá tước phu nhân Lerchenfeld rằng "Ta yêu ngài ấy chỉ vì nhiệm vụ...". Ferdinando cũng không ưa Maria Karolina, và ông tuyên bố sau đêm đầu tiên họ ở bên nhau rằng "Nàng ta ngủ như chết và đổ mồ hôi như lợn".

Tuy nhiên, sự chán ghét của Maria Karolina đối với Ferdinando không cản trở việc bà mang thai, vì bổn phận quan trọng nhất của Vương hậu chính là duy trì triều đại. Maria Karolina sinh cho Ferdinando tổng cộng mười tám người con trong 21 năm, kể từ năm 1772 đến năm 1793, trong đó có bảy người sống đến tuổi trưởng thành, bao gồm người kế vị là Francesco I, Maria Teresa, Hoàng hậu La Mã Thần thánh cuối cùng, Luisa, Công tước phu nhân xứ Toscana, Maria Amalia, Vương hậu cuối cùng của Pháp và Maria Antonia, Thân vương phi xứ Asturias.

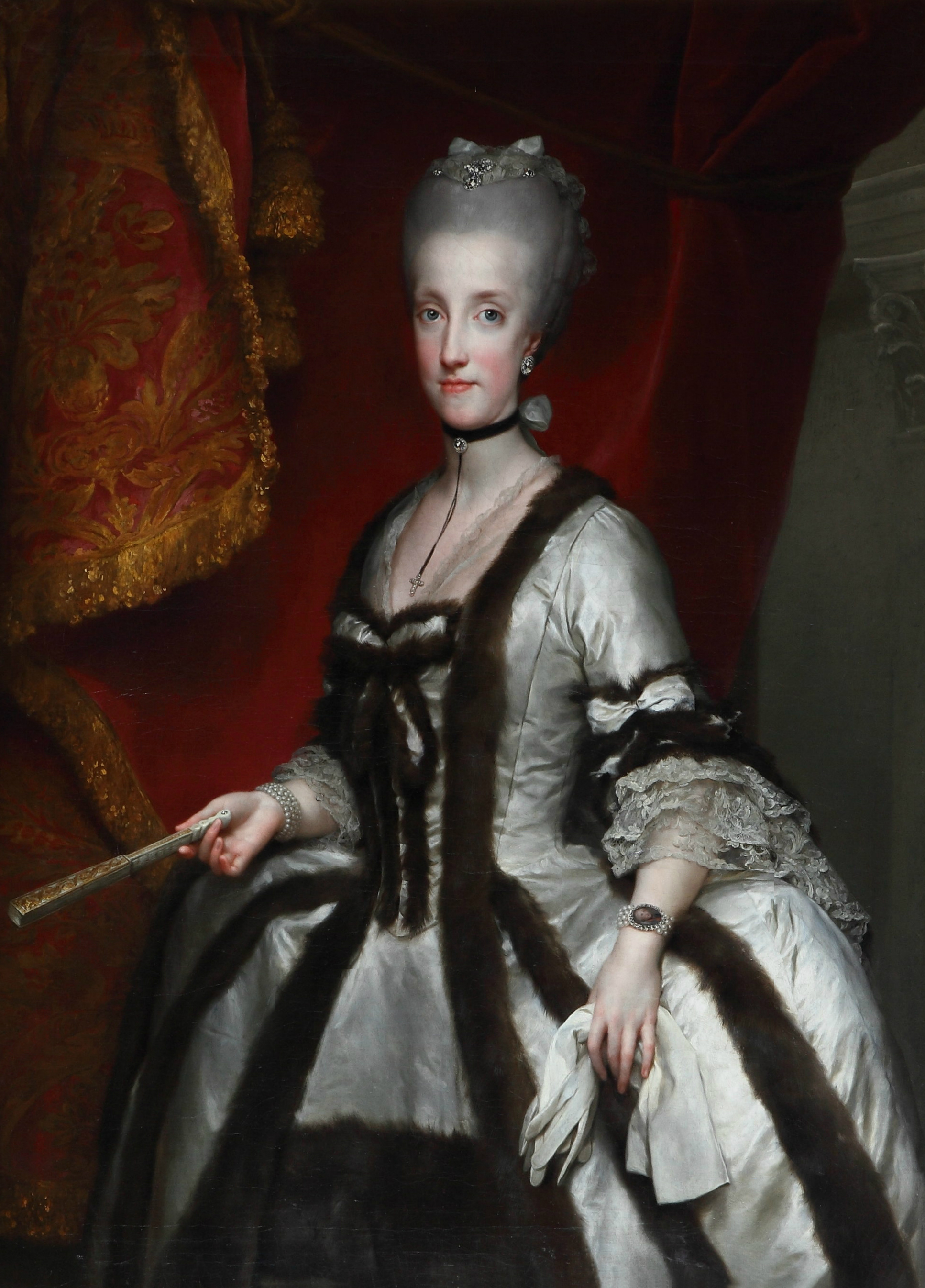
Maria Karolina những năm 1772–1773.

Ferdinando không có khả năng cai trị vì ông nhận một nền giáo dục hời hợt từ Thân vương xứ San Nicandro, và Nhà vua hoàn toàn dựa vào lời khuyên của cha là Carlos III của Tây Ban Nha, được truyền đạt bởi Bernardo Tanucci. Theo hướng dẫn của Hoàng hậu Maria Theresia, Maria Karolina đã giành được sự tin tưởng của Ferdinando bằng cách giả vờ quan tâm đến hoạt động yêu thích của ông - săn bắn. Với nó, bà có được một cửa sau để quản lý nhà nước, chỉ được thực hiện đầy đủ khi người thừa kế sinh ra vào năm 1775, và do đó bà được nhận vào Hội đồng Cơ mật. Cho đến lúc đó, Maria Karolina chủ trì việc trẻ hóa đời sống triều đình Napoli, phần lớn bị bỏ quên kể từ khi Ferdinando nắm quyền nhiếp chính. Các học giả Gaetano Filangieri, Domenico Cirillo và Giuseppe Maria Galanti, cùng với những người khác thường xuyên lui tới salon của Maria Karolina.
Việc Tanucci bị phế truất xuất phát từ một cuộc tranh cãi với Maria Karolina liên quan đến Hội Tam điểm mà bà lại là một tín đồ. Hành động theo lệnh của Carlos III, Tanucci khôi phục lại một đạo luật từ năm 1751 cấm Hội Tam điểm để phản ứng với việc phát hiện ra một hội quán Tam Điểm trong trung đoàn hoàng gia. Tức giận về việc này, Maria Karolina bày tỏ với Carlos III ý kiến của mình rằng Tanucci đang hủy hoại đất nước thông qua một bức thư do Ferdinando viết, vì vậy nó trông có vẻ như là ý tưởng của ông. Tuân theo mong muốn của Vương hậu, Ferdinando cách chức Tanucci vào tháng 10 năm 1776, gây ra rạn nứt với cha mình. Việc bổ nhiệm người kế nhiệm Tanucci là Hầu tước xứ Sambuca, con rối bất lực của Maria Karolina đã đánh dấu việc kết thúc sự ảnh hưởng của Tây Ban Nha tại Napoli, cho đến bấy giờ được coi là một tỉnh của Tây Ban Nha. Maria Karolina tiếp tục xa lánh giới quý tộc bằng cách thay thế ảnh hưởng của Tây Ban Nha bằng ảnh hưởng của Áo. Giới quý tộc dần không còn yêu thích Vương hậu vì bà luôn cố kiềm chế đặc quyền của họ.

### Bổ nhiệm Acton và quân đội

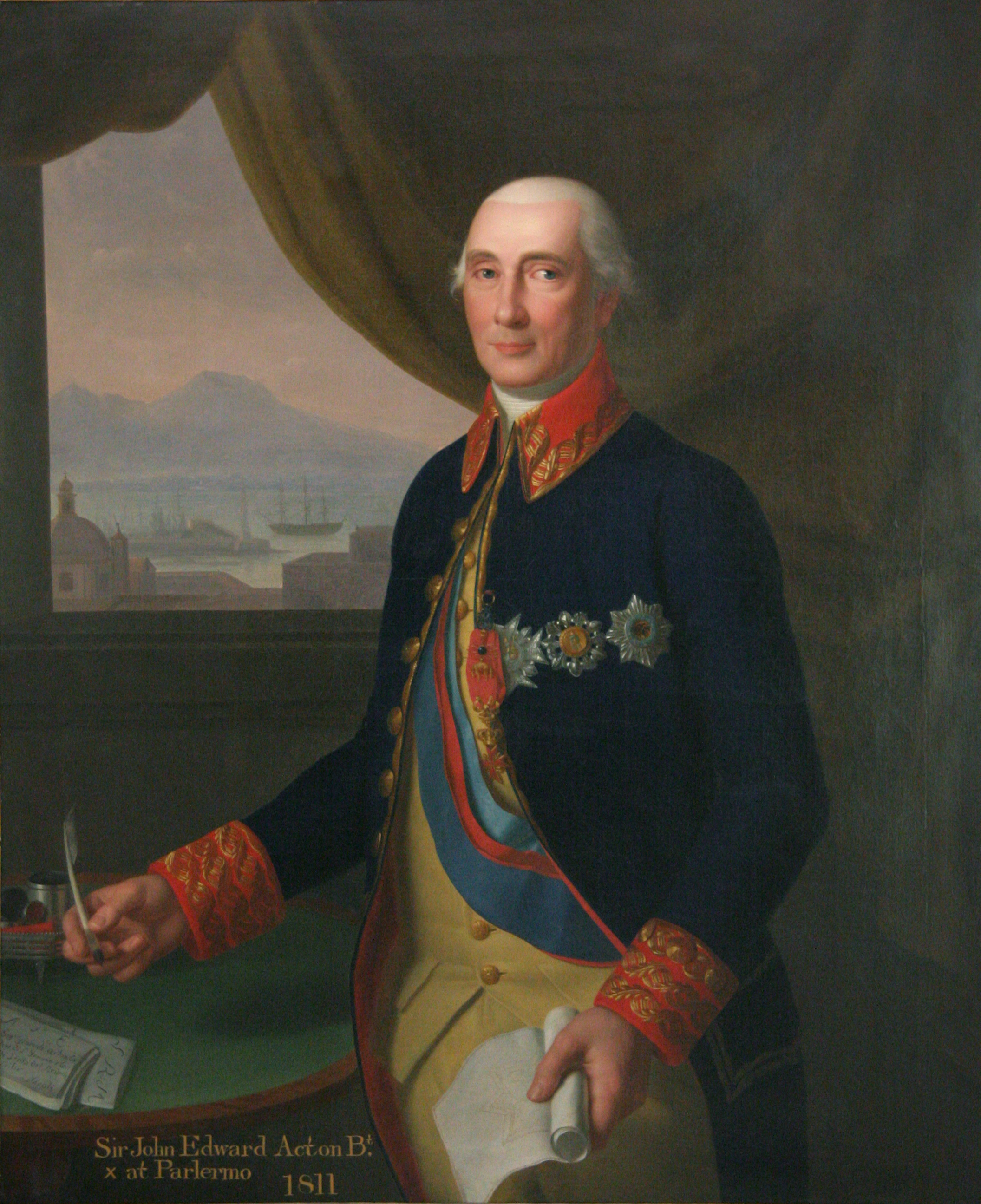
Sir John Acton, vị sủng thần yêu thích của Maria Karolina.

Không còn Tanucci trong chính phủ, Maria Karolina một mình cai trị Napoli và Sicilia, được hỗ trợ bởi Sir John Acton, một người Anh gốc Pháp và là vị sủng thần mà bà yêu thích từ năm 1778 trở đi. Thực hiện theo lời khuyên của Hoàng đế La Mã Thần thánh Joseph II, Maria Karolina và Acton đã cải tổ hải quân Napoli vốn trước đó bị bỏ quên, mở 4 trường cao đẳng hàng hải và đưa vào biên chế 150 tàu lớn nhỏ. Lực lượng hải quân buôn bán cũng được tăng cường nhờ các hiệp định thương mại với Nga và Genova. Carlos III sau khi tuyên chiến với Vương quốc Anh trong liên minh với Hoa Kỳ, đã tức giận khi Acton được bổ nhiệm vào Bộ Chiến tranh và Hải quân vì ông cảm thấy ứng cử viên người Tây Ban Nha của mình, Don Antonio Otero, xứng đáng hơn với một chức vụ cao trong chính phủ vì ông không phải là người Anh. Maria Karolina một lần nữa trả lời bằng một lá thư do nhà vua viết, giải thích với Carlos III rằng Acton, con trai của một người phụ nữ Pháp, không phải là người Anh và rằng Acton được bổ nhiệm trước khi nổ ra xung đột giữa Tây Ban Nha và Anh. Những cuộc tấn công của Carlos vào Acton chỉ khiến Vương hậu càng quý mến Acton hơn, và bà đã bổ nhiệm ông làm Thống chế. Các cải cách của Acton không bị hạn chế trong việc mở rộng hải quân; đồng thời, ông cắt giảm chi tiêu của bộ phận của mình 500.000 ducat và mời các trung sĩ và sĩ quan người nước ngoài đến điền vào các vị trí tuyển dụng trong quân đội. Acton và Maria Karolina trở nên thân thiết vào năm 1782 đến mức mọi người còn lầm tưởng họ là tình nhân, theo lời đại sứ Sardegna ở Napoli. Nhà vua không hề hay biết đây là tin đồn sai sự thật, ông nhiều lần cố gắng "làm hai người bất ngờ" và đe dọa sẽ giết cả hai trong cơn thịnh nộ. Để đáp trả, Maria Karolina đã cử người theo dõi Ferdinando nhưng hai người đã sớm đạt được sự hòa giải. Là một phần của mối quan hệ hợp tác này, Acton đến sống ở Castellamare, nhưng trở lại Napoli ba lần một tuần để gặp Maria Karolina.

### Bảo trợ nghệ thuật và cái chết của Carlos III

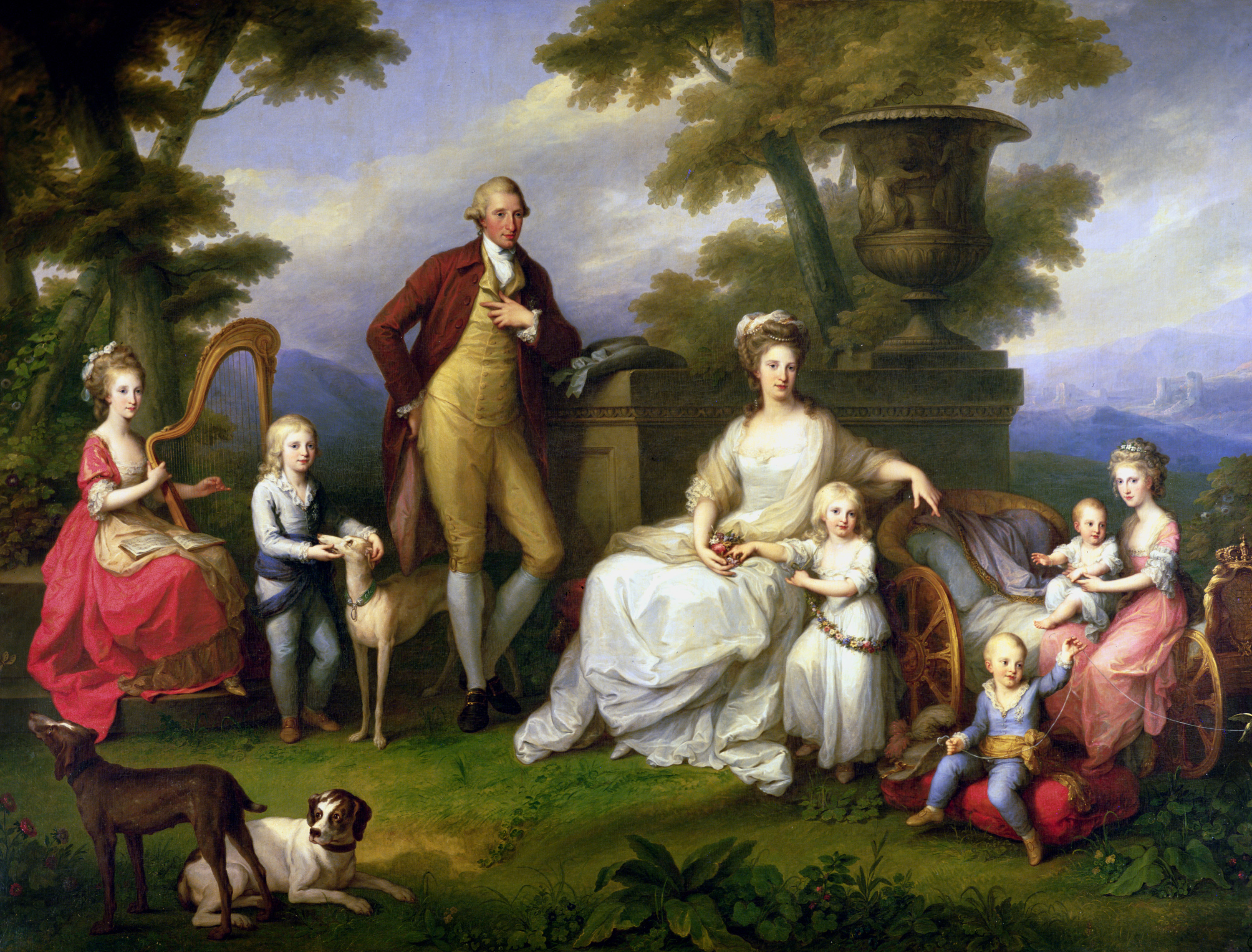
Gia đình Hoàng gia Napoli bởi Angelica Kauffman. Bức chân dung thể hiện sự phá cách trong những mô tả điển hình về gia đình Bourbon, kết hợp phong cảnh Arcadia và các tư thế đơn giản.

Maria Karolina đã bảo trợ các nghệ sĩ Đức-Thụy Sĩ, trước hết là Angelica Kauffman, người nổi tiếng với bức tranh gia đình hoàng gia trong bối cảnh khu vườn bình dị vào năm 1783, và dạy cho các con gái của Vương hậu những bài học vẽ. Maria Karolina đã tặng Kauffman rất nhiều quà, tuy nhiên bà ưa chuộng giới nghệ sĩ tại Roma hơn là Napoli. Sự bảo trợ của Vương hậu không chỉ giới hạn ở các họa sĩ vẽ chân dung, bà đã phân công cho họa sĩ tranh phong cảnh Jacob Philipp Hackert một khu trong cung điện tại Francavilla. Giống như Kauffman, ông đã dạy học cho các Vương tử và Vương nữ và rất được Vương hậu tin tưởng. Theo đề nghị của Hackert, Ferdinando và Maria Karolina khôi phục lại các bức tượng của Palazzo Farnese và đưa chúng đến Napoli. Vào năm 1784, Maria Karolina thành lập khu dân cư từ thiện San Leucio, một ngôi làng có luật lệ và phong tục riêng biệt với mục đích duy nhất là dệt lụa, và ngoài ra Vuơng hậu cũng đặt làm hộp đựng thuốc hít và đồ trang sức từ thợ kim hoàn.
Năm 1788, với cái chết của Carlos III, mối quan hệ giữa người Tây Ban Nha và Napoli được cải thiện. Vị vua mới là Carlos IV mong muốn có quan hệ tốt với anh trai Ferdinando nên đã gửi hạm đội Tây Ban Nha đến chào mừng ông. Để củng cố sự hòa giải của họ, Carlos IV đề nghị con gái của ông kết hôn với con trai cả của Vua và Vương hậu, Công tước xứ Calabria. Trong khi Nhà vua ủng hộ thì Maria Karolina lại phản đối việc này. Giống như mẹ mình, bà cẩn thận lựa chọn những người chồng và vợ tương lai của các con, những cặp ghép để củng cố các liên minh chính trị. Cái chết của Elisabeth của Württemberg, vợ của cháu trai Vương hậu là Thái tử Franz của Áo đã tạo cơ hội cho Maria Karolina thực hiện tham vọng hôn nhân của mình. Hai Vương nữ của Napoli là Maria Teresa và Luisa lần lượt kết hôn với Thái tử Franz và Ferdinando III, Đại công tước xứ Toscana trong chuyến thăm của vương thất tới Vienna năm 1790.

### Sự kết thúc của chủ nghĩa chuyên chế khai sáng

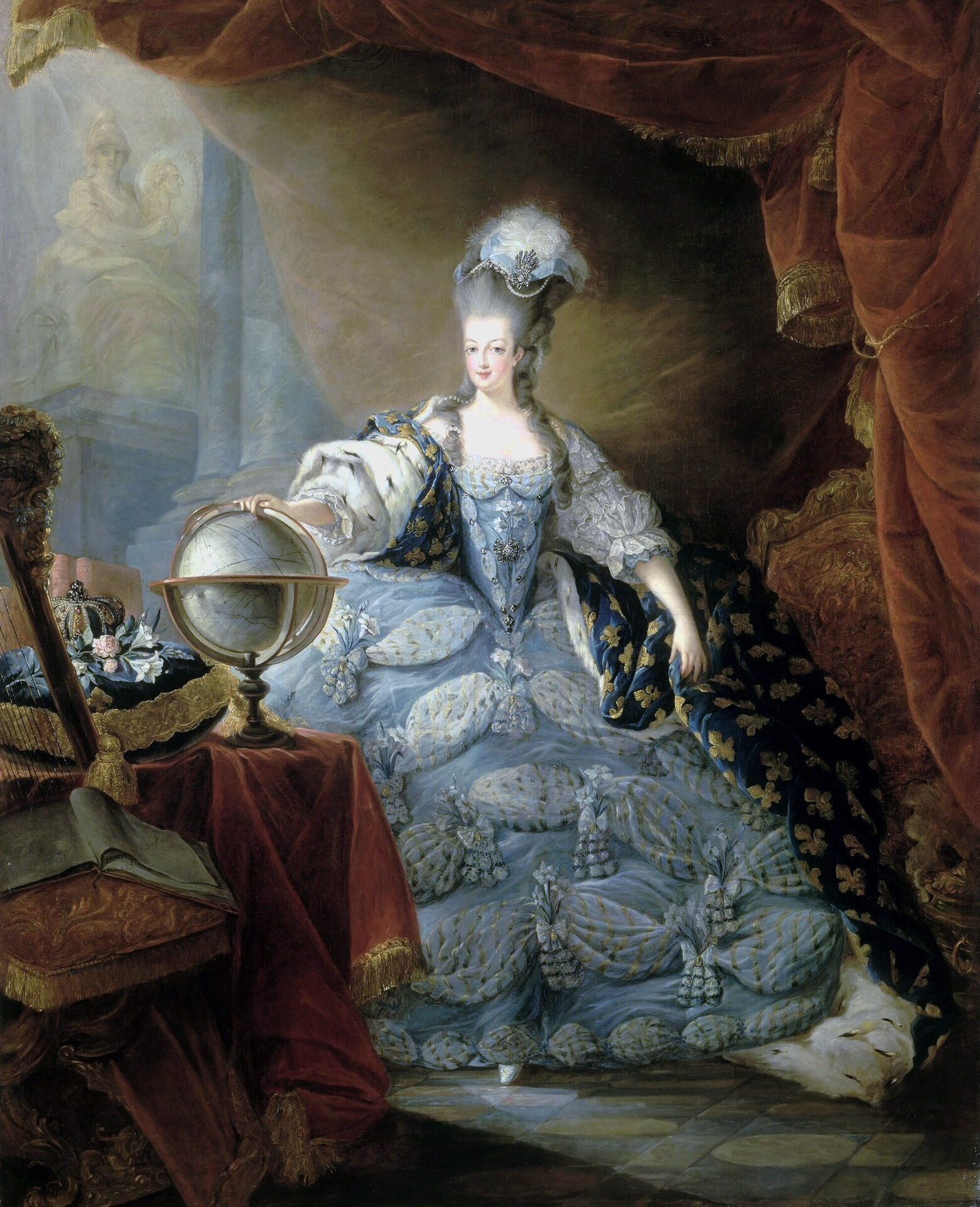
Maria Antonia của Áo, Vương hậu Pháp, được vẽ bởi Jean-Baptiste Gautier Dagoty, là em gái thân thiết của Maria Karolina. Maria Karolina đã liên minh Napoli với Anh trong Chiến tranh Cách mạng Pháp để đáp lại sự đối xử của người Pháp cho em gái bà.

Maria Karolina mong muốn cải thiện mối quan hệ giữa Napoli và Giáo hoàng, vốn đã xấu đi do những tranh cãi với Giáo hoàng Pius VI về luật tôn giáo và việc tấn phong và lựa chọn giám mục. Do đó, Naples đã ngừng nộp khoản cống nạp hàng năm là 7.000 ducat. Do đó, Maria Karolina đã sắp xếp một cuộc gặp với Giáo hoàng. Để nhấn mạnh mong muốn được gặp Giáo hoàng, Nhà vua và Vương hậu đã đến Roma trên đường từ Vienna đến Napoli sớm hơn dự kiến, tại đây họ được Đức Pius VI chào đón trong một buổi tiếp kiến riêng. Giáo hoàng đồng ý nhường cho Nhà vua quyền bổ nhiệm các giám mục cho các vị trí còn trống. Vì vậy, do hai người không tạo ra bất kỳ sự nhượng bộ nào, nên uy tín của Napoli ngày càng tăng. Khi rời đi, Maria Karolina được tặng Bông hồng vàng, một dấu hiệu lớn cho sự ưu ái của Giáo hoàng.
Sự trở lại từ Vienna đánh dấu một kỷ nguyên mới trong chính trị của Napoli. Lo lắng về những diễn biến ở Pháp, đặc biệt là liên quan đến người em gái yêu thích Maria Antonia, Maria Karolina đã kết thúc thử nghiệm của mình trong chủ nghĩa chuyên chế khai sáng và bắt đầu theo xu hướng phản động. Bà không chấp thuận Cách mạng Pháp và quyết tâm ngăn chặn hệ tư tưởng này trở nên phổ biến tại Napoli. Maria Karolina thực hiện điều này bằng cách chia nhỏ Napoli thành mười hai phường cảnh sát, do các ủy viên do chính phủ bổ nhiệm, thay thế cho hệ thống lính canh được bầu cử phổ biến. Hiệu quả của các phường được tăng lên nhờ việc thành lập một lực lượng cảnh sát bí mật, lực lượng này có các điệp viên được trả lương ở mọi tầng lớtr. Thông qua lực lượng cảnh sát mật, Maria Karolina biết được sự suy giảm đáng kể về mức độ ủng hộ của mọi tầng lớp trong xã hội dành cho mình.
Trong một nỗ lực để làm hài lòng Vương quốc Anh với một liên minh quân sự, Vương hậu đã từ chối để gặp mặt vợ của đại sứ Anh, Emma Hamilton, mặc dù thực tế là Vương hậu Anh, Charlotte xứ Mecklenburg-Strelitz đã mời bà. Tuy nhiên họ sớm bắt đầu một tình bạn, Emma hát song ca với Nhà vua và dùng bữa riêng với vương thất. Maria Karolina, người mà Emma nghĩ là "tuyệt vời nhất, tốt bụng và ngay thẳng", đã gần gũi hơn với Emma vì bà sẵn sàng tiết lộ bí mật ngoại giao của nước Anh.

### Vụ Sémonville và Liên minh thứ nhất

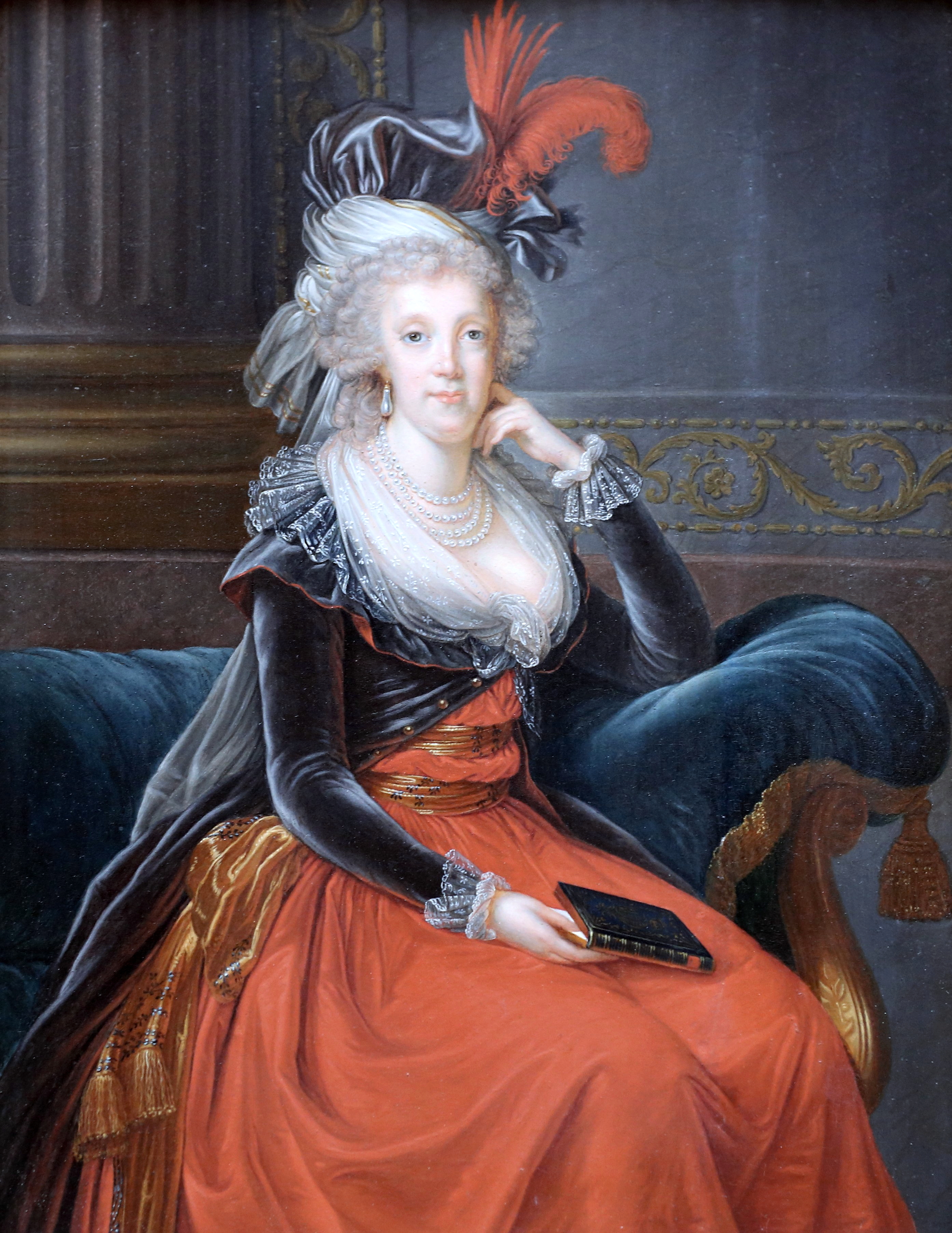
Maria Karolina xuất hiện vào năm 1791 trong bức tranh của Élisabeth Vigée-Le Brun, cho thấy nét giống nhau rõ ràng với em gái Maria Antonia.

Vua Louis XVI của Pháp và Vương hậu Maria Antonia bị bắt vào ngày 10 tháng 8 năm 1792. Do đó, chính phủ Napoli từ chối công nhận quân đoàn mới đến của nhà ngoại giao Pháp là Nam tước Armand de Mackau. Maria Karolina kinh hoàng về những gì xảy ra tại Tuileries ngày hôm đó đến nỗi bà gần như cắt đứt hoàn toàn quan hệ với Phátr. Sự trì hoãn của Nhà vua và Vương hậu liên quan đến các yêu cầu của Mackau để được công nhận là đại diện của Cộng hòa Pháp đã gây ra căng thẳng với quốc gia đó. John Acton, hiện là Thủ tướng của Napoli, đã thuyết phục mong muốn nhiệt thành của Maria Karolina để tiến hành chiến tranh với Pháp và cố gắng xoa dịu Mackau cho đến khi ông có thể dựa vào sự hỗ trợ quân sự của Anh. Tuy nhiên, kế hoạch của ông bị phản tác dụng khi chính phủ Pháp chặn được một lá thư kể chi tiết cách ông phá hoại phái đoàn ngoại giao của Huguet de Sémonville đến Đế quốc Ottoman. Khi Pháp bắt đầu chuẩn bị cho chiến tranh vào tháng 11 để trả thù cho sự xúc phạm này, Nhà vua và Vương hậu cuối cùng đã đầu hàng và miễn cưỡng công nhận Mackau và nước Cộng hòa. Tuy nhiên, quốc hội đã cử 9 tàu dưới quyền của Đô đốc Latouche Tréville để tìm cách khắc phục, chuyến tàu đến vào ngày 17 tháng 12 tại Napoli. Latouche quy định rằng, nếu Acton không đích thân xin lỗi về vụ Sémonville, ông sẽ bắn phá và ném chất thải đến Napoli trong vòng một giờ. Việc Vương hậu quyết định chấp thuận các yêu cầu của Latouche khiến bà phải chịu sự chỉ trích từ một số nhà sử học Napoli như Tướng Colletta, nhưng họ lại bỏ qua thực tế rằng Napoli không thể phòng thủ vào thời điểm đó vì hải quân vẫn chưa được huy động.
Những biện pháp phòng ngừa của Maria Karolina đối với chủ nghĩa Jacobin đã trở nên vô ích trước hoạt động phá hoại của hạm đội Latouche, buộc phải quay trở lại Napoli ngay sau khi rời đi vì một cơn bão. Các thủy thủ Pháp, "đặc vụ cộng hòa", được phép đổ bộ vào sự kiện này và gieo rắc tư tưởng chống chế độ quân chủ vào người dân Napoli. Sau khi Latouche rời đi, Maria Karolina phát động một cuộc tấn công không hiệu quả vào ngày 29 tháng 1 năm 1793 chống lại phe cấp tiến tại Napoli, tạo điều kiện cho những kẻ âm mưu nguy hiểm nhất trốn tránh công lý. Lý do cuộc tấn công thất bại có thể được giải thích bởi thực tế là cảnh sát trưởng của Vương hậu, Luigi de' Medici, thực chất là một người theo phe cấp tiến. Đồng thời, Maria Karolina đã sắp xếp một hiệp ước liên minh với Vương quốc Anh, quốc gia mà sau đó Pháp tuyên chiến. Theo hiệp ước này, Napoli sẽ đóng góp bốn tàu chiến, bốn tàu khu trục và bốn tàu nhỏ hơn, cùng với sáu nghìn binh lính để bảo vệ hoạt động thương mại ở Địa Trung Hải. Vào tháng 8 năm 1793, sau Cuộc vây hãm Toulon, Napoli gia nhập Liên minh thứ nhất bao gồm Anh, Nga, Áo, Phổ, Tây Ban Nha, Bồ Đào Nha và Savoia-Sardegna để chống lại Phátr.

### Chiến dịch Ý

Hình nộm của Maria Karolina và Ferdinando trên chiếc piastra Napoli năm 1791.

Vụ hành quyết Maria Antonia vào tháng 10 năm 1793 đã thổi một luồng sinh khí mới vào cuộc phản cách mạng của Vương hậu. Maria Karolina kinh hoàng trước sự kiện đó đến nỗi bà từ chối nói tiếng Pháp mà coi nó như "thứ ngôn ngữ quái dị" và cấm các tác phẩm triết học "viêm nhiễm" của Galanti và Filangeri, những người về sau lại nhận được sự bảo trợ của Vương hậu. Năm 1794, sau khi phát hiện ra một âm mưu lật đổ chính phủ của Jacobin, Maria Karolina ra lệnh cho Medici đàn áp các thành viên Hội Tam Điểm, trong đó bà từng là tín đồ, vì tin rằng họ đang tham gia vào các hoạt động hợp pháp với người Phátr. Quân đội được huy động thường xuyên trong trường hợp bị tấn công bất ngờ, thỉnh thoảng tăng thuế lớn. Lo sợ cho sự an toàn của gia đình mình, Maria Karolina đã thuê những người kiểm tra thực phẩm và chuyển nơi ở của vương thất hàng ngày. Điều thúc đẩy Maria Karolina làm điều này chính là nỗi kinh hoàng đang bao trùm khắp thành phố, nơi mà "không ai được an toàn".
Việc chấm dứt chiến tranh Pháp-Tây Ban Nha vào mùa hè năm 1795 đã mang lại cho Napoléon Bonaparte, một tướng người Corsica trong quân đội Pháp, cơ hội để tập trung vào Chiến dịch Ý của Phátr. Những thành công của Bonaparte ở miền Bắc nước Ý buộc Maria Karolina phải đệ đơn xin hòa bình, theo đó Napoli phải trả cho Pháp khoản bồi thường chiến tranh là 8 triệu franc. Tuy nhiên, không quốc gia nào có ý định tuân thủ hiệp ước này về lâu dài. Cuộc hôn nhân của con trai cả là Công tước xứ Calabria với Maria Klementina của Áo vào năm 1797 cho phép Vương hậu một khoảng thời gian nghỉ ngơi ngắn ngủi khỏi những chuyện chiến tranh đã ảnh hưởng đến sức khỏe. Maria Karolina tham gia một liên minh phòng thủ bí mật với Áo vào ngày 20 tháng 5 năm 1798, để đối phó với việc Pháp chiếm đóng các Lãnh địa Giáo hoàng, nơi có chung biên giới với Napoli. Sau chiến thắng của Anh trong trận sông Nile, Vương hậu quyết định tham gia Liên minh thứ hai chống lại Pháp; Áo cử tướng Mack nắm quyền chỉ huy. Các cuộc họp của hội đồng chiến tranh, bao gồm Vương hậu, Nhà vua, Mack, Sir William Hamilton, đại sứ Anh, và Đô đốc Nelson, người thắng cuộc trong trận sông Nile, được tổ chức tại Cung điện Caserta. Họ quyết định xâm lược Cộng hòa La Mã, một nhà nước bù nhìn của Phátr.

### Trốn thoát và sự thành lập của Cộng hòa Partenopea
Khi Vương quốc Napoli và Sicilia gia nhập Liên minh thứ hai, Napoléon đã tìm ra lý do để hành động. Tướng Pháp Jean Étienne Championnet đã thành công nhanh chóng, và vào tháng 1 năm 1799, ông chiếm Napoli và buộc gia đình hoàng gia phải trốn đến Sicilia. Trong cuộc lưu vong ở Sicilia, Maria Karolina tiếp tục hoạt động chính trị đối với Napoli.

Cờ của Cộng hòa Partenopea.

Vào ngày 24 tháng 1 năm 1799, Cộng hòa Partenopea được tuyên bố tại Napoli bởi quân đội Pháp do Tướng Championnet chỉ huy. Cái tên được chọn (theo tên Parthenope, một thuộc địa của Hy Lạp cổ đại tồn tại trên địa điểm của thành phố Napoli trong tương lai) là một nỗ lực của Pháp để có được sự ủng hộ của người dân Napoli. Trong thời kỳ cộng hòa, một chính phủ được thành lập với Ercole D'Agnese làm Tổng thống được bầu, quyền tự do báo chí được tuyên bố và các cải cách trong tương lai đã được chuẩn bị. Tuy nhiên, chỉ sau 6 tháng, nền cộng hòa non trẻ đã kết thúc khi Sanfedisti, quân đội do Hồng y Fabrizio Ruffo chỉ huy, tấn công và xâm lược Napoli (21 tháng 6 năm 1799). Sự sụp đổ của nền cộng hòa phần lớn là do hạm đội Anh, đội đã cung cấp vũ khí cho quân đội vương thất. Một lần nữa, chính Đô đốc Nelson là người đã đánh bại quân Pháp thành công vào giữa năm 1799 từ Napoli và Sicilia để đảm bảo ngai vàng cho cặp đôi Vương gia.
Vào tháng 6 năm 1800, Maria Karolina đi cùng ba người con gái, con trai nhỏ Leopoldo, và cùng với William, Emma Hamilton và Nelson qua Livorno, Firenze, Trieste và Laibach và đến Vienna hai tháng sau đó. Maria Karolina ở lại quê hương trong hai năm, nơi bà sắp xếp những cuộc hôn nhân thuận lợi cho các con của mình. Trong gia đình, Maria Karolina dành phần lớn thời gian cho người cháu yêu thích là Maria Ludovica của Áo, người sau này kết hôn với kẻ thù không đội trời chung của bà là Napoléon.

## Cuối đời

Quốc huy của Maria Karolina với tư cách là Vương hậu của Napoli và Sicilia

Sau thời gian ở Vienna, Maria Karolina trở về Napoli vào ngày 17 tháng 8 năm 1802. Napoléon được cho là đã tuyên bố rằng Vương hậu là người duy nhất ở Vương quốc Napoli. Các quốc gia châu Âu lo ngại về quyền lực ngày càng tăng của Napoléon, đạt đến đỉnh cao với lễ đăng quang vào ngày 18 tháng 5 năm 1804. Đến năm 1805, Ý một lần nữa trở thành trung tâm chú ý của vị Hoàng đế mới Napoléon, người có vương miện khắc dòng chữ Rex totius Italiae (Vua của toàn Ý). Kể từ đó, các sự kiện diễn ra nhanh chóng và Maria Karolina đã bất ngờ trước tin tức về thất bại của Áo trong trận Austerlitz vào ngày 2 tháng 12 năm 1805.
Napoléon sau đó đã không ngần ngại chinh phục Napoli và đưa anh trai của mình là Joseph Bonaparte lên làm vua, và 4 năm sau, em rể của ông là Joachim Murat được đưa lên ngai vàng Napoli. Gia đình vương thất buộc phải chạy trốn đến Sicilia vào tháng 2 năm 1806. Trong thời gian lưu vong, họ đã dựa vào sự giúp đỡ của Vương quốc Anh, nhưng sau cái chết của Đô đốc Nelson trong Trận Trafalgar vào ngày 21 tháng 10 năm 1805, người Anh ngày càng có ác cảm với Maria Karolina. Cuối cùng vào năm 1813, Ferdinando về cơ bản (nhưng không chính thức) thoái vị và chỉ định con trai họ là Francesco làm nhiếp chính. Điều này đã tước mọi ảnh hưởng chính trị của Maria Karolina, và Vương hậu buộc phải rời khỏi Sicilia và trở về Vienna.
Trong chuyến đi của mình, Maria Karolina nhận được tin tức về thất bại của Napoléon trong trận Leipzig vào ngày 19 tháng 10 năm 1813. Sau một hành trình dài qua Constantinople, Odessa, Lviv và Budapest, Maria Karolina cuối cùng đã đến Vienna vào tháng 1 năm 1814, nơi bà bắt đầu đàm phán với Vương công Metternich và cháu trai là Hoàng đế Franz I của Áo để khôi phục lại ngai vàng Napoli cho Ferdinando và chính mình. Tuy nhiên, điều này không bao giờ xảy ra bởi Maria Karolina qua đời vào ngày 8 tháng 9 do đột quỵ, bà không được chứng kiến thất bại cuối cùng của Napoléon và sự phục ngôi của Ferdinando bởi Đại hội Vienna. Vương hậu được người hầu gái phát hiện nằm chết trên sàn nhà giữa những lá thư rải rác, và bà được chôn cất tại Hầm mộ Hoàng gia ở Vienna, cũng là nơi chôn cất của cha mẹ và hầu hết các anh chị em của bà.

## Con cái
| Con cái của Maria Karolina của Áo và Ferdinando IV của Napoli | Con cái của Maria Karolina của Áo và Ferdinando IV của Napoli | Con cái của Maria Karolina của Áo và Ferdinando IV của Napoli | Con cái của Maria Karolina của Áo và Ferdinando IV của Napoli |
| Tên                                                           | Hình ảnh                                                      | Sinh                                                          | Ghi chú |
| ------------------------------------------------------------- | ------------------------------------------------------------- | ------------------------------------------------------------- | --- |
| Maria Teresa                                                  | không khung                                                   | 6 tháng 6 năm 1772 – 13 tháng 4 năm 1807 (35 tuổi)            | Được đặt theo tên bà ngoại là Maria Theresia của Áo, kết hôn với anh họ là Franz II, Hoàng đế La Mã Thần thánh vào năm 1790; có hậu duệ.                                                                               |
| Luisa                                                         | không khung                                                   | 27 tháng 7 năm 1773 – 19 tháng 9 năm 1802 (29 tuổi)           | Kết hôn với người anh họ là Ferdinando III xứ Toscana, có hậu duệ. |
| Vương tử Carlo                                                | không khung                                                   | 6 tháng 1 năm 1775 – 17 tháng 12 năm 1778 (3 tuổi)            | Qua đời vì bệnh đậu mùa. |
| Vương nữ Maria Anna                                           | không khung                                                   | 23 tháng 11 năm 1775 – 22 tháng 2 năm 1780 (5 tuổi)           | Qua đời vì bệnh đậu mùa. |
| Francesco I                                                   | không khung                                                   | 14 tháng 8 năm 1777 – 8 tháng 11 năm 1830 (53 tuổi)           | Kết hôn lần thứ nhất với người em họ là Nữ Đại vương công Maria Klementina của Áo vào năm 1797, có hậu duệ; kết hôn lần thứ hai với người em họ khác là Infanta María Isabel của Tây Ban Nha vào năm 1802, có hậu duệ. |
| Maria Cristina                                                | không khung                                                   | 17 tháng 1 năm 1779 – 11 tháng 3 năm 1849 (70 tuổi)           | Kết hôn với Carlo Felice của Sardegna năm 1807; không có hậu duệ. |
| Vương tử Gennaro                                              | không khung                                                   | 12 tháng 4 năm 1780 – 2 tháng 1 năm 1789 (9 tuổi)             | Qua đời vì bệnh đậu mùa. |
| Vương tử Giuseppe                                             | không khung                                                   | 18 tháng 6 năm 1781 – 19 tháng 2 năm 1783 (2 tuổi)            | Qua đời vì bệnh đậu mùa. |
| Maria Amalia                                                  | không khung                                                   | 26 tháng 4 năm 1782 – 24 tháng 3 năm 1866 (84 tuổi)           | Kết hôn với Louis Philippe d'Orléans, Công tước xứ Orléans vào năm 1809, có hậu duệ; Vương hậu Pháp 1830–1848; qua đời khi lưu vong tại Anh.                                                                           |
| Maria Carolina                                                |                                                               | 19 tháng 7 năm 1783 – 19 tháng 7 năm 1783 (0 tuổi)            | Chết lưu |
| Maria Antonietta                                              | không khung                                                   | 14 tháng 12 năm 1784 – 21 tháng 5 năm 1806 (22 tuổi)          | Kết hôn với anh họ là Fernando, Thân vương xứ Asturias; chết vì bệnh lao; không có hậu duệ. |
| Maria Clotilda                                                |                                                               | 18 tháng 2 năm 1786 – 10 tháng 9 năm 1792 (6 tuổi)            | Qua đời vì bệnh đậu mùa. |
| Maria Enricheta                                               |                                                               | 31 tháng 7 năm 1787 – 20 tháng 9 năm 1792 (5 tuổi)            | Qua đời vì bệnh đậu mùa. |
| Vương tử Carlo Gennaro                                        |                                                               | 26 tháng 8 năm 1788 – 1 tháng 2 năm 1789 (1 tuổi)             | Qua đời vì bệnh đậu mùa. |
| Leopoldo, Thân vương xứ Salerno                               | không khung                                                   | 2 tháng 7 năm 1790 – 10 tháng 3 năm 1851 (61 tuổi)            | Kết hôn với cháu gái là Klementina của Áo, có hậu duệ. |
| Vương tử Alberto                                              | không khung                                                   | 2 tháng 5 năm 1792 – 25 tháng 12 năm 1798 (6 tuổi)            | Qua đời vì kiệt sức trên tàu HMS Vanguard. |
| Vương nữ Maria Isabella                                       | không khung                                                   | 2 tháng 12 năm 1793 – 23 tháng 4 năm 1801 (8 tuổi)            | Qua đời lúc còn nhỏ. |

## Gia phả
| \| \| \| \| \| \| \| \| \| \| \| \| \| \| \| \| \| \| \| \| 16. Ferdinand III của Thánh chế La Mã (= 26) \| \| \| \| \| \| \| \| \| \| \| \| \| \| \| \| \| \| \| \| \| \| \| \| \| \| \| \| \| \| \| \| \| \| \| \| \| \| \| \| \| \| \| \| \| \| \| \| \| \| \| \| \| \| 8. Leopold I của Thánh chế La Mã \| \| \| \| \| \| \| \| \| \| \| \| \| \| \| \| \| \| \| \| \| \| \| \| \| \| \| \| \| \| \| \| \| \| \| \| \| \| \| \| \| \| \| \| \| \| \| \| \| \| \| \| \| \| 17. María Ana của Tây Ban Nha \| \| \| \| \| \| \| \| \| \| \| \| \| \| \| \| \| \| \| \| \| \| \| \| \| \| \| \| \| \| \| \| \| \| \| \| \| \| \| \| \| \| \| \| \| \| \| \| \| \| \| \| \| \| 4. Karl VI của Thánh chế La Mã \| \| \| \| \| \| \| \| \| \| \| \| \| \| \| \| \| \| \| \| \| \| \| \| \| \| \| \| \| \| \| \| \| \| \| \| \| \| \| \| \| \| \| \| \| \| \| \| \| \| \| \| \| \| 18. Philipp Wilhelm I xứ Pfalz \| \| \| \| \| \| \| \| \| \| \| \| \| \| \| \| \| \| \| \| \| \| \| \| \| \| \| \| \| \| \| \| \| \| \| \| \| \| \| \| \| \| \| \| \| \| \| \| \| \| \| \| \| \| 9. Eleonore Magdalene xứ Neuburg \| \| \| \| \| \| \| \| \| \| \| \| \| \| \| \| \| \| \| \| \| \| \| \| \| \| \| \| \| \| \| \| \| \| \| \| \| \| \| \| \| \| \| \| \| \| \| \| \| \| \| \| \| \| 19. Elisabeth Amalie xứ Hessen-Darmstadt \| \| \| \| \| \| \| \| \| \| \| \| \| \| \| \| \| \| \| \| \| \| \| \| \| \| \| \| \| \| \| \| \| \| \| \| \| \| \| \| \| \| \| \| \| \| \| \| \| \| \| \| \| \| 2. Maria Theresia của Áo \| \| \| \| \| \| \| \| \| \| \| \| \| \| \| \| \| \| \| \| \| \| \| \| \| \| \| \| \| \| \| \| \| \| \| \| \| \| \| \| \| \| \| \| \| \| \| \| \| \| \| \| \| \| 20. Anton Ulrich I xứ Braunschweig-Wolfenbüttel \| \| \| \| \| \| \| \| \| \| \| \| \| \| \| \| \| \| \| \| \| \| \| \| \| \| \| \| \| \| \| \| \| \| \| \| \| \| \| \| \| \| \| \| \| \| \| \| \| \| \| \| \| \| 10. Ludwig Rudolf I xứ Braunschweig-Wolfenbüttel \| \| \| \| \| \| \| \| \| \| \| \| \| \| \| \| \| \| \| \| \| \| \| \| \| \| \| \| \| \| \| \| \| \| \| \| \| \| \| \| \| \| \| \| \| \| \| \| \| \| \| \| \| \| 21. Elisabeth Juliane xứ Slesvig-Holsten-Sønderborg-Nordborg \| \| \| \| \| \| \| \| \| \| \| \| \| \| \| \| \| \| \| \| \| \| \| \| \| \| \| \| \| \| \| \| \| \| \| \| \| \| \| \| \| \| \| \| \| \| \| \| \| \| \| \| \| \| 5. Elisabeth Christine xứ Braunschweig-Wolfenbüttel \| \| \| \| \| \| \| \| \| \| \| \| \| \| \| \| \| \| \| \| \| \| \| \| \| \| \| \| \| \| \| \| \| \| \| \| \| \| \| \| \| \| \| \| \| \| \| \| \| \| \| \| \| \| 22. Albrecht Ernst I xứ Oettingen-Oettingen \| \| \| \| \| \| \| \| \| \| \| \| \| \| \| \| \| \| \| \| \| \| \| \| \| \| \| \| \| \| \| \| \| \| \| \| \| \| \| \| \| \| \| \| \| \| \| \| \| \| \| \| \| \| 11. Christine Luise xứ Oettingen-Oettingen \| \| \| \| \| \| \| \| \| \| \| \| \| \| \| \| \| \| \| \| \| \| \| \| \| \| \| \| \| \| \| \| \| \| \| \| \| \| \| \| \| \| \| \| \| \| \| \| \| \| \| \| \| \| 23. Christine Friederike xứ Württemberg \| \| \| \| \| \| \| \| \| \| \| \| \| \| \| \| \| \| \| \| \| \| \| \| \| \| \| \| \| \| \| \| \| \| \| \| \| \| \| \| \| \| \| \| \| \| \| \| \| \| \| \| \| \| 1. Maria Karolina của Áo \| \| \| \| \| \| \| \| \| \| \| \| \| \| \| \| \| \| \| \| \| \| \| \| \| \| \| \| \| \| \| \| \| \| \| \| \| \| \| \| \| \| \| \| \| \| \| \| \| \| \| \| \| \| 24. Nikolaus II xứ Lothringen \| \| \| \| \| \| \| \| \| \| \| \| \| \| \| \| \| \| \| \| \| \| \| \| \| \| \| \| \| \| \| \| \| \| \| \| \| \| \| \| \| \| \| \| \| \| \| \| \| \| \| \| \| \| 12. Karl V xứ Lothringen \| \| \| \| \| \| \| \| \| \| \| \| \| \| \| \| \| \| \| \| \| \| \| \| \| \| \| \| \| \| \| \| \| \| \| \| \| \| \| \| \| \| \| \| \| \| \| \| \| \| \| \| \| \| 25. Claude-Françoise xứ Lorraine \| \| \| \| \| \| \| \| \| \| \| \| \| \| \| \| \| \| \| \| \| \| \| \| \| \| \| \| \| \| \| \| \| \| \| \| \| \| \| \| \| \| \| \| \| \| \| \| \| \| \| \| \| \| 6. Leopold I xứ Lothringen \| \| \| \| \| \| \| \| \| \| \| \| \| \| \| \| \| \| \| \| \| \| \| \| \| \| \| \| \| \| \| \| \| \| \| \| \| \| \| \| \| \| \| \| \| \| \| \| \| \| \| \| \| \| 26. Ferdinand III của Thánh chế La Mã (= 16) \| \| \| \| \| \| \| \| \| \| \| \| \| \| \| \| \| \| \| \| \| \| \| \| \| \| \| \| \| \| \| \| \| \| \| \| \| \| \| \| \| \| \| \| \| \| \| \| \| \| \| \| \| \| 13. Eleonore Maria Josefa của Áo \| \| \| \| \| \| \| \| \| \| \| \| \| \| \| \| \| \| \| \| \| \| \| \| \| \| \| \| \| \| \| \| \| \| \| \| \| \| \| \| \| \| \| \| \| \| \| \| \| \| \| \| \| \| 27. Eleonora Gonzaga-Nevers \| \| \| \| \| \| \| \| \| \| \| \| \| \| \| \| \| \| \| \| \| \| \| \| \| \| \| \| \| \| \| \| \| \| \| \| \| \| \| \| \| \| \| \| \| \| \| \| \| \| \| \| \| \| 3. Franz I của Thánh chế La Mã \| \| \| \| \| \| \| \| \| \| \| \| \| \| \| \| \| \| \| \| \| \| \| \| \| \| \| \| \| \| \| \| \| \| \| \| \| \| \| \| \| \| \| \| \| \| \| \| \| \| \| \| \| \| 28. Louis XIII của Pháp \| \| \| \| \| \| \| \| \| \| \| \| \| \| \| \| \| \| \| \| \| \| \| \| \| \| \| \| \| \| \| \| \| \| \| \| \| \| \| \| \| \| \| \| \| \| \| \| \| \| \| \| \| \| 14. Philippe của Pháp \| \| \| \| \| \| \| \| \| \| \| \| \| \| \| \| \| \| \| \| \| \| \| \| \| \| \| \| \| \| \| \| \| \| \| \| \| \| \| \| \| \| \| \| \| \| \| \| \| \| \| \| \| \| 29. Ana của Tây Ban Nha \| \| \| \| \| \| \| \| \| \| \| \| \| \| \| \| \| \| \| \| \| \| \| \| \| \| \| \| \| \| \| \| \| \| \| \| \| \| \| \| \| \| \| \| \| \| \| \| \| \| \| \| \| \| 7. Élisabeth Charlotte của Orléans \| \| \| \| \| \| \| \| \| \| \| \| \| \| \| \| \| \| \| \| \| \| \| \| \| \| \| \| \| \| \| \| \| \| \| \| \| \| \| \| \| \| \| \| \| \| \| \| \| \| \| \| \| \| 30. Karl I Ludwig xứ Pfalz \| \| \| \| \| \| \| \| \| \| \| \| \| \| \| \| \| \| \| \| \| \| \| \| \| \| \| \| \| \| \| \| \| \| \| \| \| \| \| \| \| \| \| \| \| \| \| \| \| \| \| \| \| \| 15. Liselotte xứ Pfalz \| \| \| \| \| \| \| \| \| \| \| \| \| \| \| \| \| \| \| \| \| \| \| \| \| \| \| \| \| \| \| \| \| \| \| \| \| \| \| \| \| \| \| \| \| \| \| \| \| \| \| \| \| \| 31. Charlotte xứ Hessen-Kassel \| \| \| \| \| \| \| \| \| \| \| \| \| \| \| \| \| \| \| \| \| \| \| \| \| \| \| \| \| \| \| \| \| \| \| \| \| \| \| \| \| \| \| \| \| \| \| \| \| \| \| \| |                                                              |  |  |  |  |  |  |  |  |  |  |  |  |  |  |  |
| |                                                              |  |  |  |  |  |  |  |  |  |  |  |  |  |  |  |
| | 16. Ferdinand III của Thánh chế La Mã (= 26)                 |  |  |  |  |  |  |  |  |  |  |  |  |  |  |  |
| |                                                              |  |  |  |  |  |  |  |  |  |  |  |  |  |  |  |
| |                                                              |  |  |  |  |  |  |  |  |  |  |  |  |  |  |  |
| | 8. Leopold I của Thánh chế La Mã                             |  |  |  |  |  |  |  |  |  |  |  |  |  |  |  |
| |                                                              |  |  |  |  |  |  |  |  |  |  |  |  |  |  |  |
| |                                                              |  |  |  |  |  |  |  |  |  |  |  |  |  |  |  |
| | 17. María Ana của Tây Ban Nha                                |  |  |  |  |  |  |  |  |  |  |  |  |  |  |  |
| |                                                              |  |  |  |  |  |  |  |  |  |  |  |  |  |  |  |
| |                                                              |  |  |  |  |  |  |  |  |  |  |  |  |  |  |  |
| | 4. Karl VI của Thánh chế La Mã                               |  |  |  |  |  |  |  |  |  |  |  |  |  |  |  |
| |                                                              |  |  |  |  |  |  |  |  |  |  |  |  |  |  |  |
| |                                                              |  |  |  |  |  |  |  |  |  |  |  |  |  |  |  |
| | 18. Philipp Wilhelm I xứ Pfalz                               |  |  |  |  |  |  |  |  |  |  |  |  |  |  |  |
| |                                                              |  |  |  |  |  |  |  |  |  |  |  |  |  |  |  |
| |                                                              |  |  |  |  |  |  |  |  |  |  |  |  |  |  |  |
| | 9. Eleonore Magdalene xứ Neuburg                             |  |  |  |  |  |  |  |  |  |  |  |  |  |  |  |
| |                                                              |  |  |  |  |  |  |  |  |  |  |  |  |  |  |  |
| |                                                              |  |  |  |  |  |  |  |  |  |  |  |  |  |  |  |
| | 19. Elisabeth Amalie xứ Hessen-Darmstadt                     |  |  |  |  |  |  |  |  |  |  |  |  |  |  |  |
| |                                                              |  |  |  |  |  |  |  |  |  |  |  |  |  |  |  |
| |                                                              |  |  |  |  |  |  |  |  |  |  |  |  |  |  |  |
| | 2. Maria Theresia của Áo                                     |  |  |  |  |  |  |  |  |  |  |  |  |  |  |  |
| |                                                              |  |  |  |  |  |  |  |  |  |  |  |  |  |  |  |
| |                                                              |  |  |  |  |  |  |  |  |  |  |  |  |  |  |  |
| | 20. Anton Ulrich I xứ Braunschweig-Wolfenbüttel              |  |  |  |  |  |  |  |  |  |  |  |  |  |  |  |
| |                                                              |  |  |  |  |  |  |  |  |  |  |  |  |  |  |  |
| |                                                              |  |  |  |  |  |  |  |  |  |  |  |  |  |  |  |
| | 10. Ludwig Rudolf I xứ Braunschweig-Wolfenbüttel             |  |  |  |  |  |  |  |  |  |  |  |  |  |  |  |
| |                                                              |  |  |  |  |  |  |  |  |  |  |  |  |  |  |  |
| |                                                              |  |  |  |  |  |  |  |  |  |  |  |  |  |  |  |
| | 21. Elisabeth Juliane xứ Slesvig-Holsten-Sønderborg-Nordborg |  |  |  |  |  |  |  |  |  |  |  |  |  |  |  |
| |                                                              |  |  |  |  |  |  |  |  |  |  |  |  |  |  |  |
| |                                                              |  |  |  |  |  |  |  |  |  |  |  |  |  |  |  |
| | 5. Elisabeth Christine xứ Braunschweig-Wolfenbüttel          |  |  |  |  |  |  |  |  |  |  |  |  |  |  |  |
| |                                                              |  |  |  |  |  |  |  |  |  |  |  |  |  |  |  |
| |                                                              |  |  |  |  |  |  |  |  |  |  |  |  |  |  |  |
| | 22. Albrecht Ernst I xứ Oettingen-Oettingen                  |  |  |  |  |  |  |  |  |  |  |  |  |  |  |  |
| |                                                              |  |  |  |  |  |  |  |  |  |  |  |  |  |  |  |
| |                                                              |  |  |  |  |  |  |  |  |  |  |  |  |  |  |  |
| | 11. Christine Luise xứ Oettingen-Oettingen                   |  |  |  |  |  |  |  |  |  |  |  |  |  |  |  |
| |                                                              |  |  |  |  |  |  |  |  |  |  |  |  |  |  |  |
| |                                                              |  |  |  |  |  |  |  |  |  |  |  |  |  |  |  |
| | 23. Christine Friederike xứ Württemberg                      |  |  |  |  |  |  |  |  |  |  |  |  |  |  |  |
| |                                                              |  |  |  |  |  |  |  |  |  |  |  |  |  |  |  |
| |                                                              |  |  |  |  |  |  |  |  |  |  |  |  |  |  |  |
| | 1. Maria Karolina của Áo                                     |  |  |  |  |  |  |  |  |  |  |  |  |  |  |  |
| |                                                              |  |  |  |  |  |  |  |  |  |  |  |  |  |  |  |
| |                                                              |  |  |  |  |  |  |  |  |  |  |  |  |  |  |  |
| | 24. Nikolaus II xứ Lothringen                                |  |  |  |  |  |  |  |  |  |  |  |  |  |  |  |
| |                                                              |  |  |  |  |  |  |  |  |  |  |  |  |  |  |  |
| |                                                              |  |  |  |  |  |  |  |  |  |  |  |  |  |  |  |
| | 12. Karl V xứ Lothringen                                     |  |  |  |  |  |  |  |  |  |  |  |  |  |  |  |
| |                                                              |  |  |  |  |  |  |  |  |  |  |  |  |  |  |  |
| |                                                              |  |  |  |  |  |  |  |  |  |  |  |  |  |  |  |
| | 25. Claude-Françoise xứ Lorraine                             |  |  |  |  |  |  |  |  |  |  |  |  |  |  |  |
| |                                                              |  |  |  |  |  |  |  |  |  |  |  |  |  |  |  |
| |                                                              |  |  |  |  |  |  |  |  |  |  |  |  |  |  |  |
| | 6. Leopold I xứ Lothringen                                   |  |  |  |  |  |  |  |  |  |  |  |  |  |  |  |
| |                                                              |  |  |  |  |  |  |  |  |  |  |  |  |  |  |  |
| |                                                              |  |  |  |  |  |  |  |  |  |  |  |  |  |  |  |
| | 26. Ferdinand III của Thánh chế La Mã (= 16)                 |  |  |  |  |  |  |  |  |  |  |  |  |  |  |  |
| |                                                              |  |  |  |  |  |  |  |  |  |  |  |  |  |  |  |
| |                                                              |  |  |  |  |  |  |  |  |  |  |  |  |  |  |  |
| | 13. Eleonore Maria Josefa của Áo                             |  |  |  |  |  |  |  |  |  |  |  |  |  |  |  |
| |                                                              |  |  |  |  |  |  |  |  |  |  |  |  |  |  |  |
| |                                                              |  |  |  |  |  |  |  |  |  |  |  |  |  |  |  |
| | 27. Eleonora Gonzaga-Nevers                                  |  |  |  |  |  |  |  |  |  |  |  |  |  |  |  |
| |                                                              |  |  |  |  |  |  |  |  |  |  |  |  |  |  |  |
| |                                                              |  |  |  |  |  |  |  |  |  |  |  |  |  |  |  |
| | 3. Franz I của Thánh chế La Mã                               |  |  |  |  |  |  |  |  |  |  |  |  |  |  |  |
| |                                                              |  |  |  |  |  |  |  |  |  |  |  |  |  |  |  |
| |                                                              |  |  |  |  |  |  |  |  |  |  |  |  |  |  |  |
| | 28. Louis XIII của Pháp                                      |  |  |  |  |  |  |  |  |  |  |  |  |  |  |  |
| |                                                              |  |  |  |  |  |  |  |  |  |  |  |  |  |  |  |
| |                                                              |  |  |  |  |  |  |  |  |  |  |  |  |  |  |  |
| | 14. Philippe của Pháp                                        |  |  |  |  |  |  |  |  |  |  |  |  |  |  |  |
| |                                                              |  |  |  |  |  |  |  |  |  |  |  |  |  |  |  |
| |                                                              |  |  |  |  |  |  |  |  |  |  |  |  |  |  |  |
| | 29. Ana của Tây Ban Nha                                      |  |  |  |  |  |  |  |  |  |  |  |  |  |  |  |
| |                                                              |  |  |  |  |  |  |  |  |  |  |  |  |  |  |  |
| |                                                              |  |  |  |  |  |  |  |  |  |  |  |  |  |  |  |
| | 7. Élisabeth Charlotte của Orléans                           |  |  |  |  |  |  |  |  |  |  |  |  |  |  |  |
| |                                                              |  |  |  |  |  |  |  |  |  |  |  |  |  |  |  |
| |                                                              |  |  |  |  |  |  |  |  |  |  |  |  |  |  |  |
| | 30. Karl I Ludwig xứ Pfalz                                   |  |  |  |  |  |  |  |  |  |  |  |  |  |  |  |
| |                                                              |  |  |  |  |  |  |  |  |  |  |  |  |  |  |  |
| |                                                              |  |  |  |  |  |  |  |  |  |  |  |  |  |  |  |
| | 15. Liselotte xứ Pfalz                                       |  |  |  |  |  |  |  |  |  |  |  |  |  |  |  |
| |                                                              |  |  |  |  |  |  |  |  |  |  |  |  |  |  |  |
| |                                                              |  |  |  |  |  |  |  |  |  |  |  |  |  |  |  |
| | 31. Charlotte xứ Hessen-Kassel                               |  |  |  |  |  |  |  |  |  |  |  |  |  |  |  |
| |                                                              |  |  |  |  |  |  |  |  |  |  |  |  |  |  |  |
| |                                                              |  |  |  |  |  |  |  |  |  |  |  |  |  |  |  |